# 소르틸레히오
《소르틸레히오》(스페인어: Sortilegio)은 2009년 방영된 멕시코의 텔레노벨라이다.